# بيلي كنغهام
بيلي كننغهام (بالإنجليزية: Billy Cunningham) مواليد 3 يونيو 1943 في بروكلين، هو لاعب كرة سلة أمريكي تحول إلى التدريب بعد الاعتزال بدأ مسيرته الاحترافية في سنة 1965. يبلغ طوله 6 قدم 7 بوصة (2.0 م). اعتزل اللعب في 1976.

## فرق لعب لها
- فيلادلفيا سفنتي سيكسرز

## روابط خارجية
- بيلي كنغهام على موقع إن بي أي (الإنجليزية)
- بيلي كنغهام على موقع سبورتس رفرنس (الإنجليزية)
- بيلي كنغهام على موقع كلية كرة السلة في سبورتس رفرنس.كوم (الإنجليزية)
- بيلي كنغهام على موقع ريلجم (الإنجليزية)
- بيلي كنغهام على موقع بروبوليرز (الإنجليزية)
- بيلي كنغهام على موقع قاعة المشاهير الجامعة الوطنية لكرة السلة (الإنجليزية)
- بيلي كنغهام على موقع سبورتس رفرنس (الإنجليزية)